# Palatino (書体)
Palatino（パラティーノ）は、ヘルマン・ツァップによってデザインされたセリフ体の欧文書体。1950年に発表された。名称は16世紀イタリアの書家ジャンバッティスタ・パラティーノに由来する。
基本的にはオールド・フェイス・スタイルであり、縦横の線の太さがあまり変わらない。セリフが直線的である。
最初期のパラティーノは金属活字として作られていたが、ツァップはこの時のg, j, p, q, yのデザインを気に入ってなかったと語っている。これはかつてドイツ文字の活字規格に合うように設計しなくてはいけなかったため、ディセンダが短くなってしまったことによる。
PostScriptの登場当初からよくプリンタにインストールされていたため、DTPにおいてよく普及し、Classic Mac OSとmacOSでは Palatino として、Microsoft Windows 2000以降のWindowsではPalatino Linotype としてOSにバンドルされている。このフォントの作成にはツァップ自身が携わり、キリル文字とトーン記号付きのギリシャ文字を作成した。
WindowsにはBook Antiquaというこの書体を模造したフォントが収録されており、これに対しツァップはデザインの盗用であり、Palatinoの低級なコピーであるとの見解を示した。
TeXではmathpazoやpxfontsで使用できる。ただしTeXで特徴的なリガチャはPalatinoでは利用できない。